# Qowl Taq
Qowl Taq é uma cidade do Afeganistão, localizada na província de Balkh.